# Grallaria cajamarcae
Grallaria cajamarcae — вид горобцеподібних птахів родини Grallariidae.

## Таксономія
Птаха описано у 1927 році як підвид мурашниці рудої Grallaria rufula cajamarcae. У 2020 році таксон піднято до статусу виду на основі значних мітохондріальних генетичних відмінностей та особливостях забарвлення.

## Поширення
Ендемік Перу. Поширений на схилах Анд західніше річки Мараньйон (в регіонах Кахамарка, П'юра і Ламбаєке). Мешкає у вологих гірських лісах і узліссях на висотах 2850-3400 м.
Річки Мараньйон і Уанкабамба відокремлюють ареал виду від близькоспорідненої Grallaria saturata.